# Frank Culbertson
Frank Lee Culbertson Junior (Charleston, 15 maggio 1949) è un astronauta statunitense.

## Biografia
Culbertson è nato nella Carolina del Sud, dal giugno 1987 è sposato con Rebecca Ellen Dora ed hanno cinque figli.

Nel 1971 ha conseguito un Bachelor of science in ingegneria aerospaziale alla United States Naval Academy.

## Carriera
Culbertson è stato addestrato come pilota in Florida. Designato come Aviatore Navale a Beeville (in Texas) nel maggio 1973 ha volato con gli F-4 Phantom II.
Dopo una graduazione con lode nel giugno del 1982 è stato assegnato ai test degli F-4. Dal gennaio 1984 fino all'ingresso alla NASA ha seguito l'addestramento per gli F-14 Tomcat.
Ha collezionato oltre 6.000 ore di volo in 40 diversi tipi di aerei ed ha effettuato più di 350 voli.
È stato anche un allenatore YMCA di pallacanestro, baseball, pallavolo e calcio.

## NASA
Selezionato come astronauta della NASA nel maggio 1984, Culbertson ha completato l'addestramento base nel giugno 1985.

### Incarichi tecnici da quando è stato incluso
- Membro della squadra che ha ridisegnato e testato il sistema sterzante dello Shuttle, le gomme ed i freni.
- Membro della squadra di supporto al lancio al Kennedy Space Center per le missioni dello Shuttle STS-61-A, STS-61-B, STS-61-C ed STS-51-L;
- Nel 1986 ha lavorato al quartier generale della NASA a Washington aiutando nelle indagini sul disastro del Challenger condotto dalla NASA, dalla commissione presidenziale e dal Congresso.

### Astronauta
Culbertson è diventato astronauta allo Shuttle Avionics Integration Laboratory. È stato il capo del primo Emergency Egress Team ed il CAPCOM al Centro di Controllo della Missione per sette missioni dello Shuttle: STS-27, STS-29, STS-30, STS-28, STS-34, STS-33 ed STS-32.

Dopo il suo primo volo è stato vice-capo dell'Ufficio di supporto per le operazioni dell'equipaggio in volo nella stazione spaziale come capo degli astronauti per la sicurezza nella stazione spaziale. È stato membro della squadra che ha esaminato i componenti e le procedure per missioni di attracco alla Stazione Spaziale Russa Mir.

### Missioni spaziali
Culbertson è stato nello spazio con le missioni STS-38 (novembre 1990) e STS-51 (settembre 1993) dello Shuttle. Ha inoltre volato con la Expedition 3 come comandante. È partito con la missione STS-105 ed è rientrato con la STS-108 nel 2001 dopo 124 giorni.
Culbertson ha trascorso più di 146 giorni nello spazio.